# OGK-3
OGK-3 (Russisch: ОГК-3), uitgeschreven Optovaja generiroejoesjtsjaja kompania No 3 (Оптовая генерирующая компания № 3; "bulkproductiebedrijf nr. 3"), was een Russische nutsbedrijf, dat zijn hoofdkantoor had in Moskou. Bij het bedrijf werkten in 2006 zo'n 6000 mensen. Het is in 2011 opgegaan in Inter RAO. 
De volledige naam van het bedrijf is OAO Tretja generiroejoesjtsjaja kompania optovogo rynka elektroenergii (Третья генерирующая компания оптового рынка электроэнергии; "Derde bulkproductiebedrijf voor de groothandelsmarkt voor elektrische energie").

## Geschiedenis
Het bedrijf ontstond op 23 november 2004 door de fusering van 6 staatsondernemingen (zie onder). Tot 2006 was 60% van de aandelen in handen van staatsbedrijf EES Rossii, dat tussen 2006 en 2008 echter werd opgesplitst.
OGK-3 verkocht voor 3 miljard dollar aan nieuwe aandelen in maart 2007 aan Norilsk Nikkel. Het Russische metaalbedrijf, een bedrijf uit de holding van Interros onder leiding van Vladimir Potanin, breidde hiermee haar bestaande aandelenbelang in OGK-3 uit van 12% naar 50%. Medio 2008 werd besloten een belang van 35% te nemen in het bedrijf Plug Power (voor 33 miljoen dollar) van de holding Smart Hydrogen, een samenwerkingsverband van Interros en Norilsk Nikkel. Later werd het aandeel van EES Rossii in OGK-3 teruggebracht tot 26% en dat van Norilsk Nikkel vergroot tot bijna 65%.
Begin 2011 verkocht grootaandeelhouder Norilsk Nikkel haar 79,2% belang in OGK-3 aan OAO Inter RAO UES. Inter RAO betaalde deze overname door nieuwe aandelen uit te geven aan Norilsk Nikkel die daardoor een belang van zo’n 14% verkreeg in de overnemende partij. De transactie vertegenwoordigde een waarde van 2,7 miljard dollar. OGK-3 had op het moment van verkoop zes elektriciteitscentrales in Rusland in gebruik met een totale capaciteit van 8.357 megawatt.

## Onderdelen
Het energiebedrijf beschikt over zes elektriciteitscentrales (GRES) die steenkool en aardgas gebruiken als brandstof:
- Kostromskaja GRES (bij Volgaretsjensk, oblast Kostroma) - 3600 MW;
- Tsjerepetskaja GRES (bij Soevorov, oblast Toela) - 1285 MW;
- Goesinoozjorskaja GRES (bij Goesinoozjorsk, Boerjatië) - 1100 MW;
- Petsjorskaja GRES (bij Petsjora, Komi) - 1060 MW;
- Joezjno-oeralskaja GRES (bij Joezjno-oeralsk, oblast Tsjeljabinsk) - 882 MW;
- Charanorskaja GRES (bij Jasnogorsk, kraj Transbaikal) - 430 MW.

Tot 2013 zijn een aantal upgrades en nieuwe energieblokken gepland bij de centrales om de capaciteit te vergroten.